# Miami Open 1985
Il Miami Open 1985, ufficialmente Lipton International Players Championships 1985 per motivi di sponsorizzazione, è stato un torneo di tennis giocato su campi in cemento.
È stata la 1ª edizione del Miami Open facente parte del Nabisco Grand Prix 1985 e del Virginia Slims World Championship Series 1985. Sia il torneo maschile sia quello femminile si sono disputati al Laver's International Tennis Resort di Delray Beach in Florida, negli Stati Uniti, dal 4 al 18 febbraio 1985.

## Campioni

### Singolare maschile
Tim Mayotte ha battuto in finale  Scott Davis con il punteggio di 4–6, 4–6, 6–3, 6–2, 6–4

### Singolare femminile
Martina Navrátilová ha battuto in finale  Chris Evert-Lloyd con il punteggio di 6–2, 6–4

### Doppio maschile
Paul Annacone /  Christo van Rensburg hanno battuto in finale  Sherwood Stewart /  Kim Warwick con il punteggio di 7–5, 7–5, 6–4

### Doppio femminile
Gigi Fernández /  Martina Navrátilová hanno battuto in finale  Kathy Jordan /  Hana Mandlíková con il punteggio di 7–6(4), 6–2

### Doppio misto
Heinz Günthardt /  Martina Navrátilová hanno battuto in finale  Mike Bauer /  Catherine Tanvier con il punteggio di 6–2, 6–2